# Atractus reticulatus
Espèce
Synonymes
- Geophis reticulatus Boulenger, 1885

Atractus reticulatus est une espèce de serpents de la famille des Dipsadidae.

## Répartition
Cette espèce se rencontre, :
- en Argentine dans la province de Corrientes ;
- en Uruguay ;
- au Brésil dans les États du Rio Grande do Sul, de Santa Catarina, du Paraná, de São Paulo et du Minas Gerais.

Sa présence est incertaine dans la province de Misiones. Sa présence en Colombie est discutée.

## Description
Les mâles mesurent jusqu'à 321 mm dont 42 mm pour la qeue et les femelles jusqu'à 437 mm dont 47 mm pour la qeue.

## Liste des sous-espèces
Selon The Reptile Database (28 févr. 2012) :
- Atractus reticulatus reticulatus (Boulenger, 1885)
- Atractus reticulatus scrocchii Alvarez, Rey & Cei, 1992

## Publications originales
- Boulenger, 1885 : Second list of reptiles and batrachians from the province Rio Grande do Sul, sent to the Natural History Museum by Dr. H. van Ihering. Annals and Magazine of Natural History, sér. 5, vol. 16, p. 85-88 (texte intégral).
- Alvarez, Rey & Cei, 1992 : A new subspecies of the Reticulatus group, genus Atractus, from southeastern South America (Serpentes, Colubridae). Bulletino del Museo regionale di Scienze naturali di Torino, vol. 10, no 2, p. 249-256